# Lillian Penson
Lillian Margery Penson (Londres, 18 de juliol de 1896-Brighton, 19 d'abril de 1963) va ser una historiadora anglesa.
Penson va realitzar els seus estudis universitaris en el Birbeck College, llicenciant-se en Història en 1917. Llavors va entrar a treballar en el Ministeri del Servei Nacional fins a 1919. En 1924 es va doctorar amb una tesi sobre la història de les Índies Occidentals.
Va fer classes en el Birbeck College i en el East London College (posteriorment canviat el nom Queen Mary College) entre 1923 i 1925. Entre 1930 i 1962 va ser professora d'Història contemporània en el Bedford College de la Universitat de Londres.
Va ser la primera dona vicecanceller de la Universitat de Londres (de 1948 a 1951). Entre 1943 i 1945 va formar part de la Comissió d'Ensenyament Superior sobre els Problemes en les Colònies.
Entre les seves publicacions es troba la col·laboració en la història de l'Imperi britànic de la Universitat de Cambridge (1929) i la història de l'Índia (1932). Juntament amb George Peabody Gooch i Harold Temperley va escriure British Documents on the Origins of the War, 1898–1914 (11 volums, 1926–38). També va escriure nombrosos articles en revistes especialitzades i diverses obres individuals, com The Colonial Agents of the British West Indies (1924), A Century of Diplomatic Blue Books (1938, amb Temperley) i Foundations of British Foreign Policy (1938).